# 戚颖敏
戚颖敏（1929年11月4日—1999年9月28日），原名戚务贵，山东威海人，中国矿井通风与防灭火专家。

## 生平
1959年毕业于克拉科夫矿冶学院，获硕士学位。1995年当选为中国工程院院士。